# Saint-Maurice-le-Vieil
Saint-Maurice-le-Vieil è un comune francese di 306 abitanti situato nel dipartimento della Yonne nella regione della Borgogna-Franca Contea.

## Società

### Evoluzione demografica
Abitanti censiti